# 143. strelska divizija (ZSSR)
143. strelska divizija (izvirno rusko 143. стрелковая дивизия; kratica 143. SD) je bila strelska divizija Rdeče armade v času druge svetovne vojne.

## Zgodovina
Divizija je bila ustanovljena leta 1941 v Gomelu in bila uničena oktobra 1941 v Brjansku. Ponovno je bila ustanovljena decembra 1943 v Korostenu.